# Клан Чисголм

Еммблема (хрест) клану Чисголм.

Герб вождів клану Чисголм.

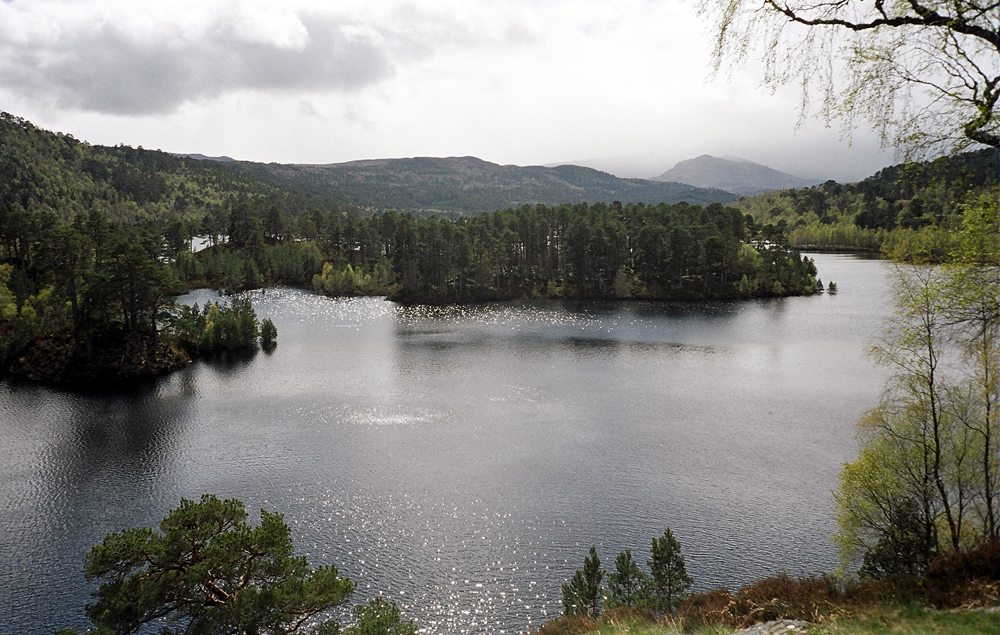
Глен Аффрік, що на землях клану Чисголм.

Клан Чисголм (шотл. гел. Clan Chisholm) — один з гірських шотландських кланів.

## Історія клану Чисголм

### XI— XIII століття— Походження клану Чисголм
Згідно з поглядами і працями шотландського історика ХІХ століття Олександра Мак-Кензі, клан Чисголм має норманське та саксонське походження. Згідно з історичною традицією Чисголми (шотл. гел. Chisholm) були норманською аристократичною сім'єю, що переселилася до Англії після нормандського завоювання в 1066 році. Оригінальна назва цього давнього роду була де Чис (де Шіс) (норм. — De Chese) до якої потім була додана саксонська назва Голм внаслідок династійного шлюбу між норманським лицарем та саксонською аристократкою. Згідно з історичними переказами клану Коллінс та шотландської енциклопедії клан Чисголм був відомий на шотландському кордоні з часів правління короля Олександра III. Спочатку назва клану писалася як de Cheseholme. Назву клану можна знайти в документі, що ввійшов в історію як Рагман Роллс (шотл. гел. Ragman Rolls) — там згадується Річард де Чисголм дель Конт де Рокесбург (шотл. гел. Richard de Chisholm del Counte de Rokesburgh) — вказується на сидіння вождів клану в Роксбургшірі.
Одним з найдавніших ватажків клану, що ввійшов в історію і зустрічається в літописах був Джон де Чесегелм (шотл. гел. John de Chesehelme), що в 1254 році згадується в буллі папи Олександра IV.

### XIV століття— Війна за незалежність Шотландії
У кінці XIII століття Шотландія була завойовано Англією. Ватажків шотландських кланів змусили присягнути на вірність королю Англії Едуарду I. Був складений список ватажків кланів які присягнули на вірність королю Англії і підписали цю присягу. Цей список ввійшов в історію як документ Рагман Роллс. У цьому списку є Річард де Чесегелм.
Але незабаром шотландці на чолі з цими ж ватажками повстали проти англійського панування. Серед повстанців був і клан Чисголм. Сер Джон де Чесегелм очолив клан в битві при Баннокберні в 1314 році проти англійців. Роберт Чисголм воював проти англійців в битві під Невілл-Кросом у 1346 році, був узятий в полон разом з королем Шотландії Давидом II і, ймовірно, ніколи не був випущений на свободу, навіть тоді, коли через 11 років його повелитель повернувся до Шотландії. У 1359 році Роберт Чисголм успадкував титул і посаду свого діда і став констеблем важливого замку Аркарт (шотл. гел. Urquhart Castle), а потім став шерифом Інвернесс і Північної Юстікар. Роберт Чисголм був посвячений у лицарі королем Шотландії Давидом II. Цей Роберт був останнім Чисголмом, що володів землями як у Північній і Південної Шотландії. Він розділив свої маєтки серед своїх дітей.
Син Роберта — Олександр Чисголм одружився з Маргарет, що була спадкоємицею земель Ерхлесс (шотл. гел. Erchless). Замок Ерхлесс з того часу є головною резиденцією вождів клану.

### XV—XVI століття— війни кланів
У XV столітті клан Чисголм став відомий завдяки чисельним викраденням худоби в інших шотландських кланів. У ті часи напади і викрадення худоби вважалися не тільки звичайним явищем, але навіть доблестю. У 1498 році Віланд Чисголм Комар з людьми свого клану викрав 56 волів, 60 корів, 300 овець, 80 свиней і 15 коней, що належали до того Г'ю Роузу з клану Роуз.
Пізніше в 1513 році Віланд Чисголм Комар і сер Олександр Мак-Дональд Гленгаррі відвідали сера Дональда Мак-Дональда Лохалш після повернення з поля битви під Флодден (шотл. гел. Flodden), і вони вирішили здійснити військовий похід на клан Аркарт (шотл. гел. Urquhart). Деякі джерела кажуть, що клан Мак-Дональд захопив замок Аркарт (Уркухарт) і утримував його три роки, незважаючи на спроби клану Грант вибити їх звідти.

### XVII століття— Громадянська війна на Британських островах
У 1647 році Олександр Чисголм був призначений в раду, яка організовувала оборону Інвернесс від імені Ковенантерів (шотл. гел. Covenanters) проти роялістів. У 1653 році в люди з клану Чисголм викрали худобу клану Манро і клану Фрейзер, але вони були, однак, узяті в полон і доставлені до суду, де їм наказали повернути всі стада і оплатити вождям кланів Манро Фоуліс та Фрейзер 1000 фунтів штрафу.
Після реставрації монархії і відновлення влади Стюартів в 1660 році, Олександр пішов по стопах батька, став суддею, і в 1674 році був призначений шерифом Інвернесс. Перебування на цій посаді змусило його воювати з кланом Мак-Дональд, у 1679 році йому було наказано мобілізувати тисячу осіб з графства, щоб придушити повстання, яке підняли деякі члени клану, і в 1681 році він очолив коаліцію і придушував це повстання вогнем і мечем.

### XVIII століття— повстання якобітів
У 1715 році почалось чергове повстання за незалежність Шотландії. Його очолила спілка, яка ввійшла в історію під назвою якобіти. Родерік Мак-Ян Чисголм підтримав повстання. Чисголм Крокфін привів 200 воїнів клану на битву під Шеріфмуйр (шотл. — Sherrifmuir) у 1715 році, де повстанці зазнали поразки. Деякі члени клану Чисголм взяли участь у повстанні 1719 року. Бойові дії велись на заході Шотландії, люди з клану Чисголм використовувались як розвідники. Клан Чисголм не брав участі в битві під Гленшіл (шотл. — Glenshiel). Якобіти зазнали поразки і багато земель шотландських кланів, що брали участь в повстаннях були конфісковані і передані короні. Вождь клану Родерік був помилуваний у 1727 році, але маєтки йому не повернули. Але пізніше ці маєтки були передані старшому сину Родеріка — Олександру Чисголму Комару.
Під час чергового повстання якобітів у 1745 році Родерік підтримав якобітів. Його син — Родерік Ог Чисголм очолив клан в битві під Каллоден, командував дуже невеликим полком чисельністю близько 80 осіб, де він був убитий разом з іншими 30 членами клану. Слід зазначити, однак, що два сини Родеріка — Джеймс і Джон були капітанами в британській армії герцога Камберленда.

## Замки клану Чисголм
Резиденцією вождів клану Чисголм довгий час був замок Комар Лодж (шотл. гел. Comar Lodge), але потім основною резиденцією вождів став замок Ерхлесс (шотл. гел. Erchless Castle). Але цей замок вождь клану продав у 1937 році.

## Нинішній вождь клану Чисголм
Нинішнім вождем клану є Андрю Френсіс Гаміш Чисголм (шотл. гел. Andrew Francis Hamish Chisholm of Chisholm) — ХХІІІ вождь клану. Він змінив на посаді вождя Аласдайра Гаміша Віланда Андрю Фразера Чисголма (шотл. гел. Alastair Hamish Wiland Andrew Fraser Chisholm), що помер у 1997 році.